# Dienerstraße
Die Dienerstraße in München liegt in der Altstadt (Graggenau) und verbindet, von der nordöstlichen Seite des Neuen Rathauses abzweigend, den Marienplatz mit der Residenzstraße.

## Geschichte
Die Dienerstraße ist eine der ältesten Straßen der Stadt, welche nach einem reichen Rittergeschlechte „Dyener“, „Dinaer“ oder „Diner“ genannt wurde, das dort ein Haus besaß. Die Straße endete am Vorderen Schwabinger Tor. An der Dienerstraße Nr. 11 stand einst das Luxushotel Englischer Hof, das sich zuletzt in „Hotel Posch“ umbenennen musste, weil es nach dem Ersten Weltkrieg den Namen des einstigen Feindes „England“ im Namen trug. Es prägte bis zu seiner Schließung 1927 das Gesicht des Marienhofes. Nach der Zerstörung des Viertels im Zweiten Weltkrieg blieben die Trümmer jahrelang liegen bis zu guter Letzt ein freier, begrünter Platz, der Marienhof, blieb, der jedoch inzwischen eine Großbaustelle der Errichtung der Zweiten Münchner Stammstrecke geworden ist, die 2035 fertiggestellt sein soll.

## Lage
Die Dienerstraße verbindet, von der nordöstlichen Seite des Neuen Rathauses abzweigend, den Marienplatz mit der Residenzstraße. Sie verläuft östlich des Neuen Rathauses und des Marienhofs und verbindet den Marienplatz mit der Residenzstraße. An der Einmündung der Landschaftstraße und der Altenhofstraße endet die Fußgängerzone an der Dienerstraße Nr. 12 und geht in eine Sackgasse über, die bis zur Residenzstraße an der Einmündung der Schrammerstraße und dem Hofgraben reicht. In Höhe des Marienhofs zweigt nach Osten durch ein Tor eine Fußgängerpassage ab, die zum Alten Hof führt.

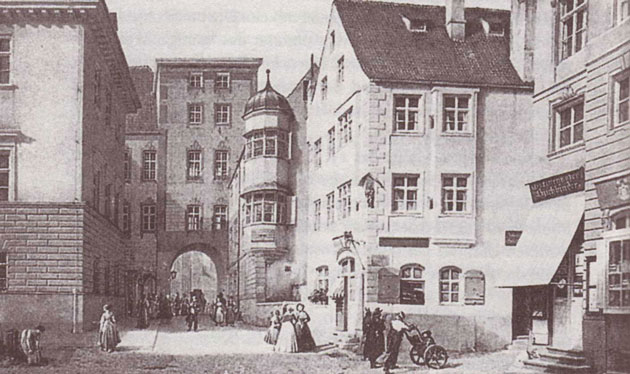
Vorderes Schwabinger Tor, auch Krümleinsturm genannt (1842 abgerissen)
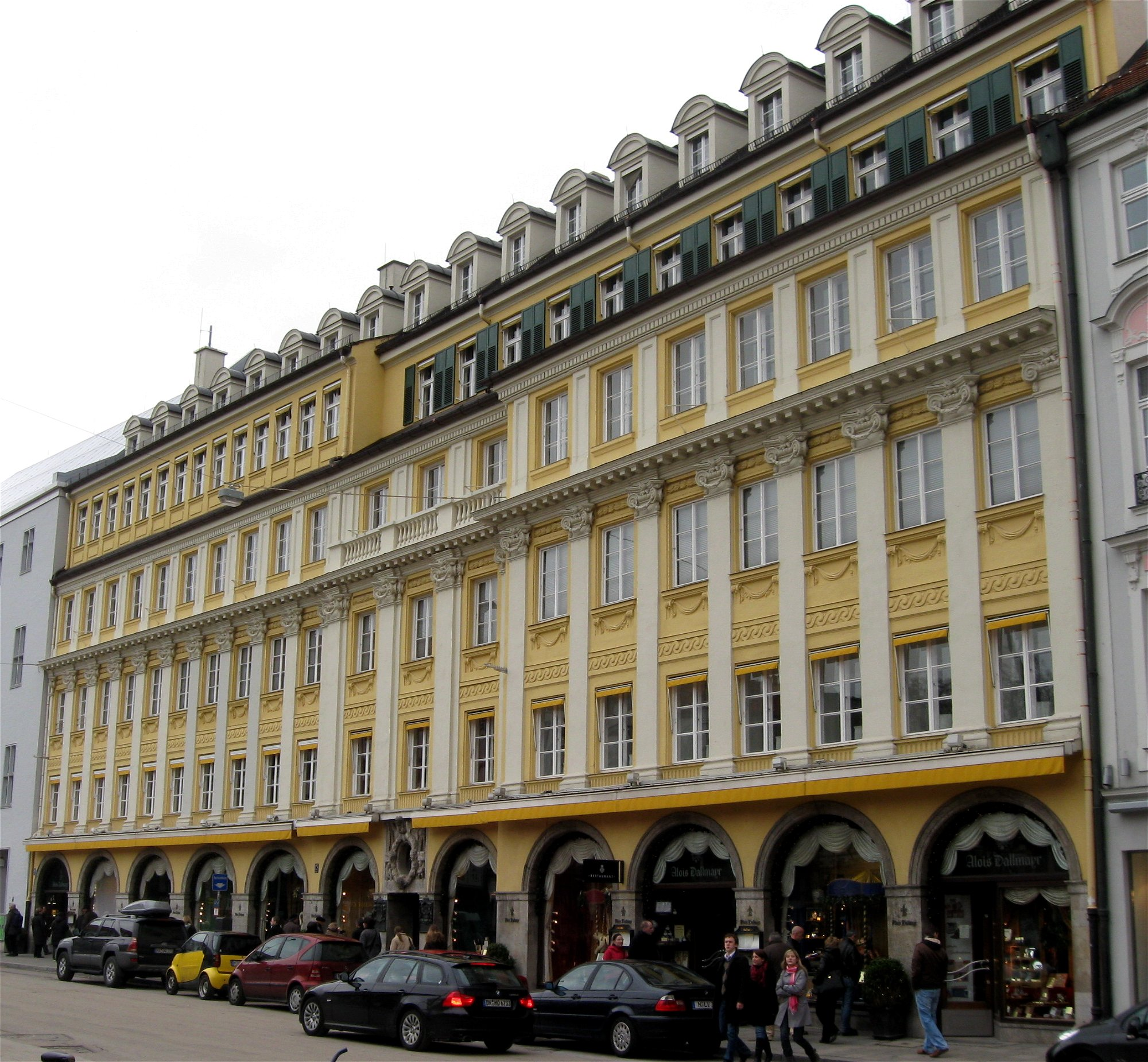
Dallmayr-Haus, Dienerstraße 14–15, frühklassizistischen Vorgängerbau 1912 von Eugen Hönig und Karl Söldner mit Bauplastik von Julius Seidler; 1945–1948 wiederhergestellt.
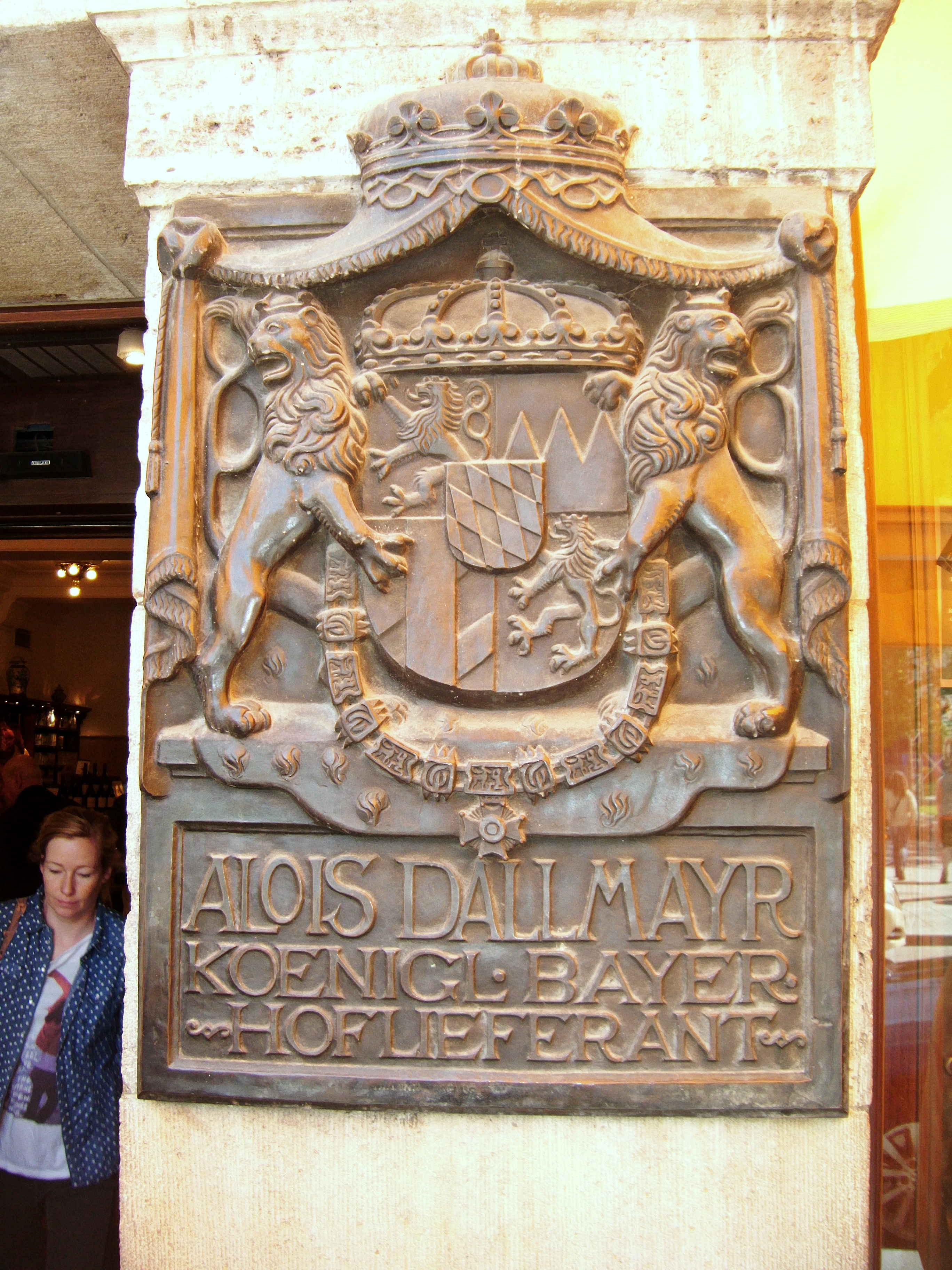
Dallmayr Hoflieferantenschild
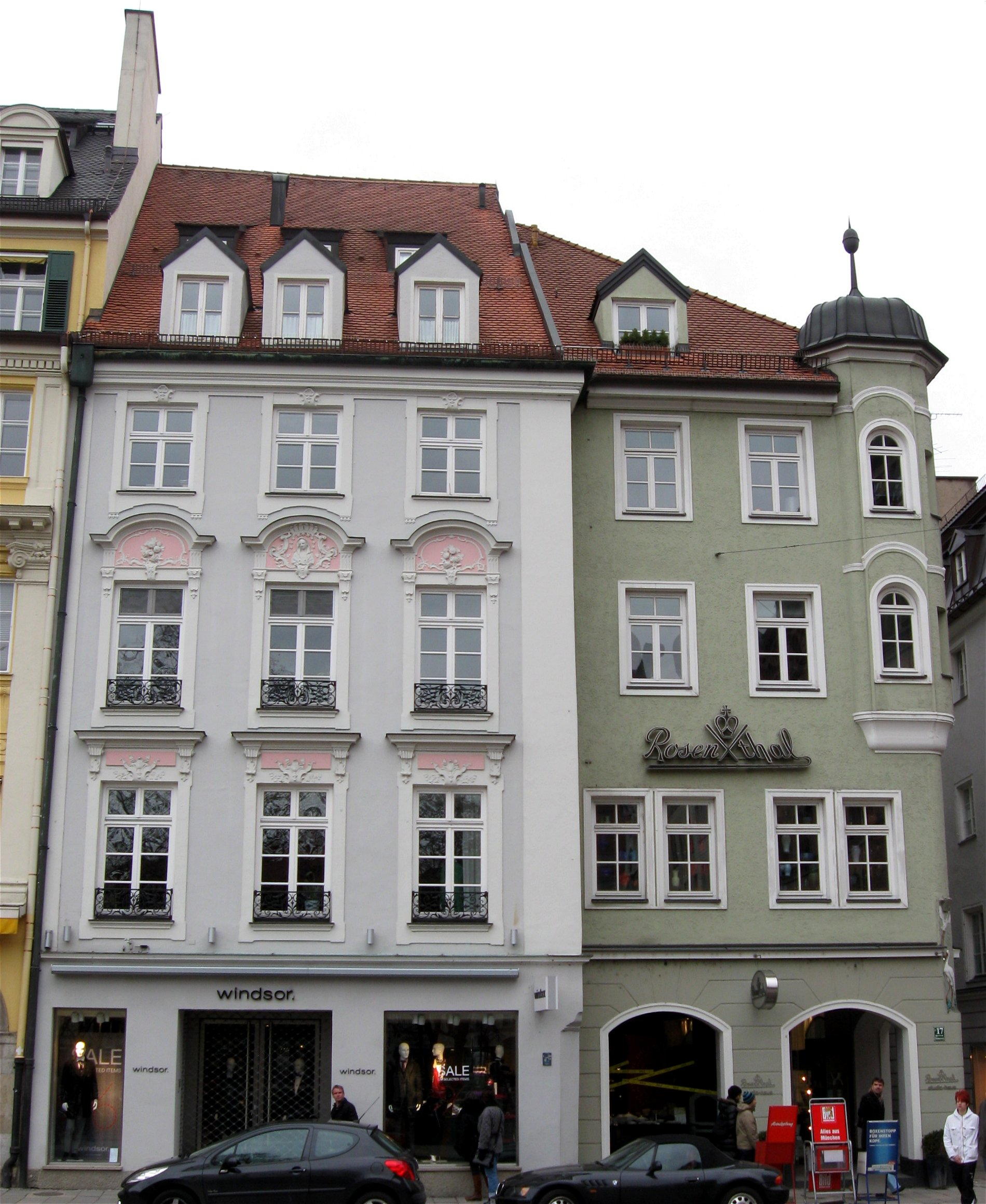
Dienerstr. 16–17
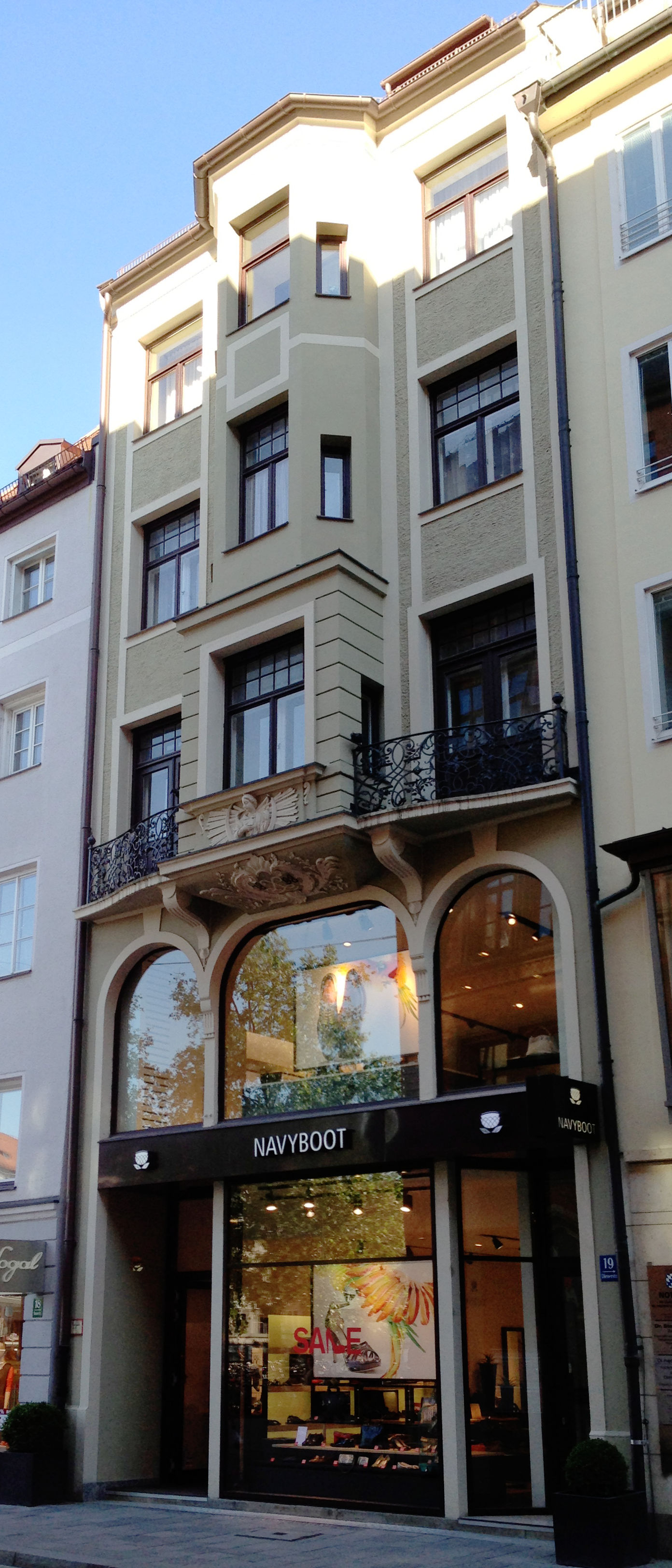
Dienerstr. 19
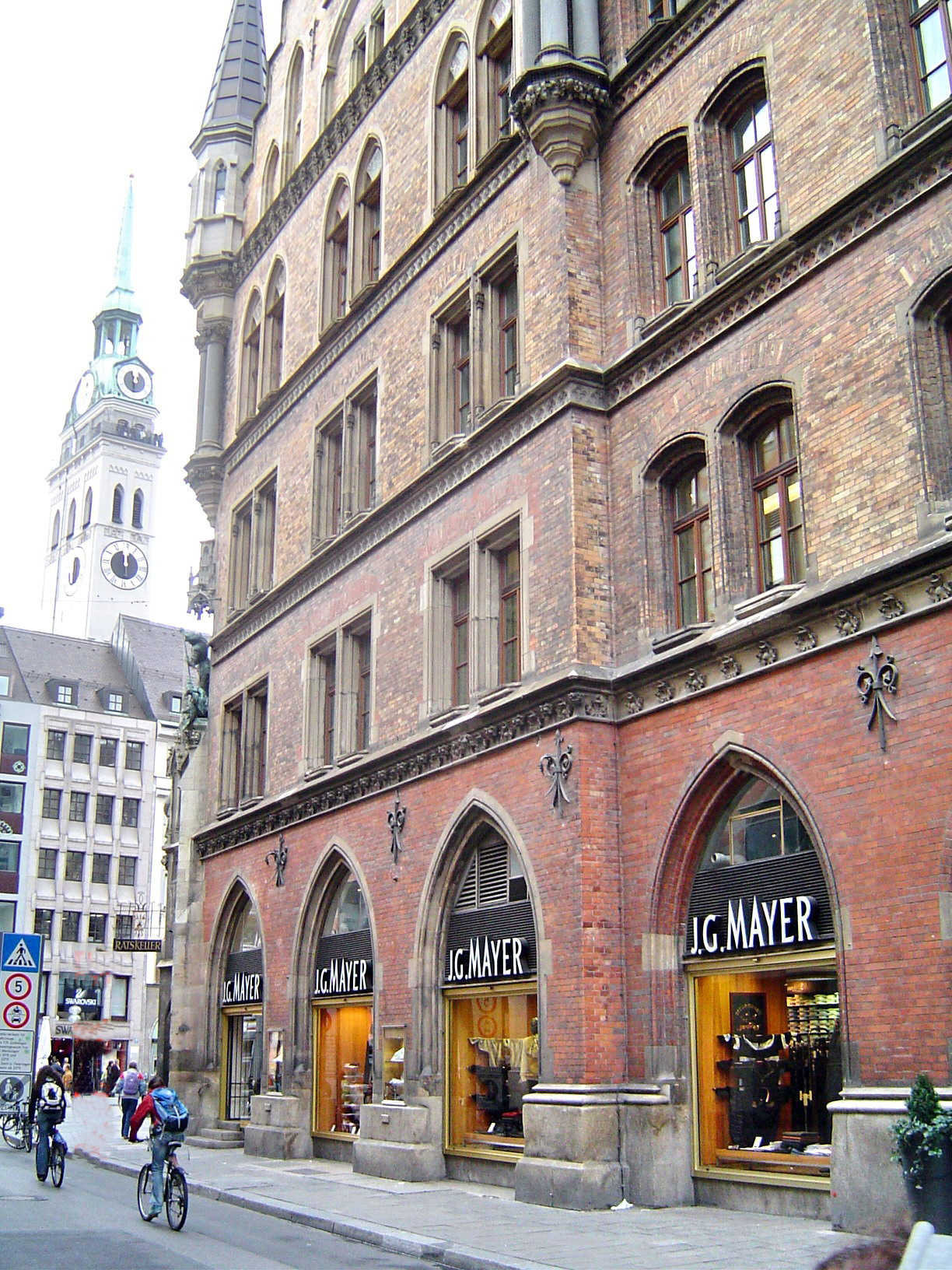
Dienerstraße Ecke Marienplatz im Neuen Rathaus
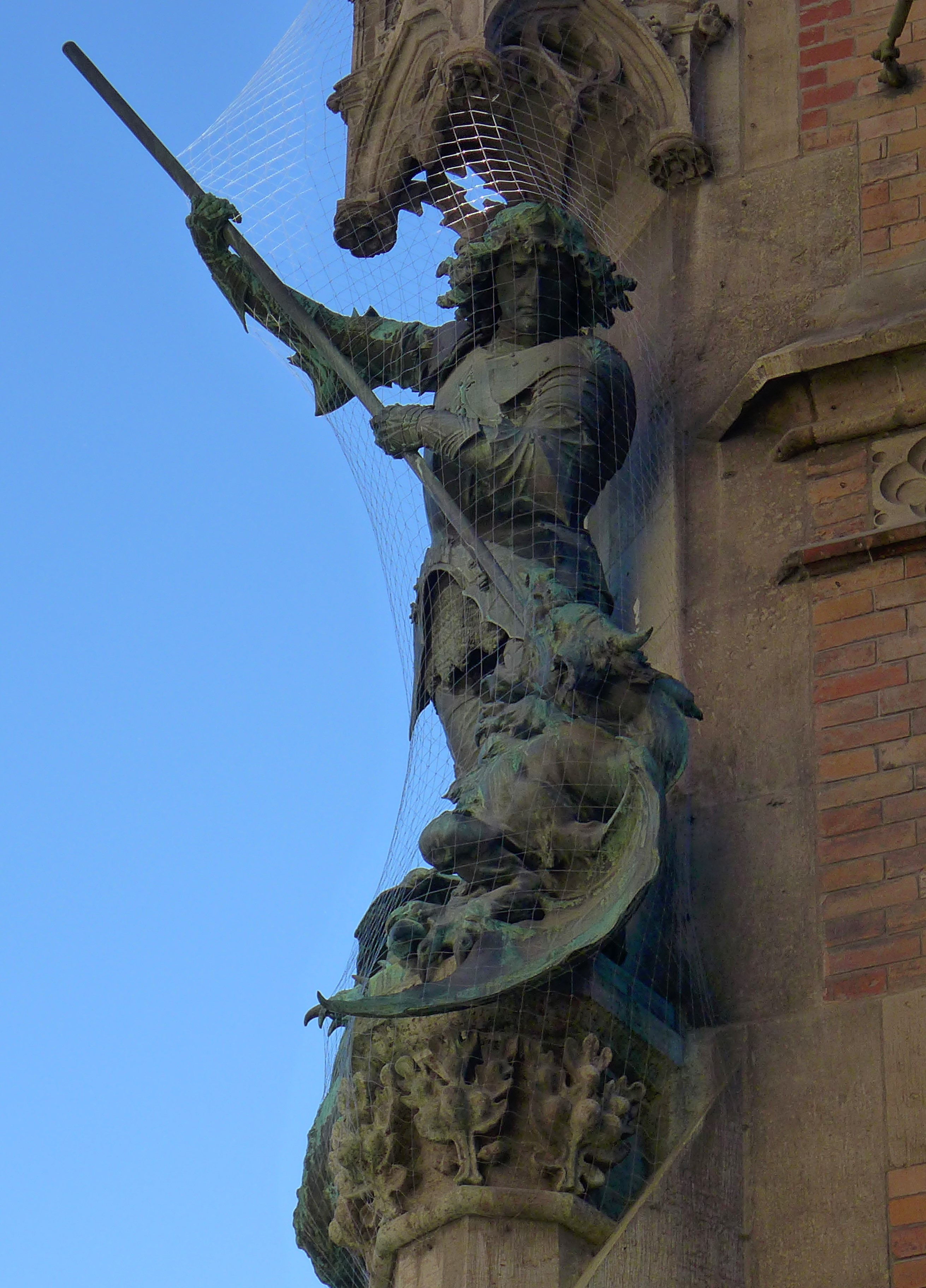
Syrius Eberle: Skulptur Der Kampf des hl. Georg mit dem Drachen, Neues Rathaus München, Ecke Marienplatz/Dienerstraße